# Юхно Іларіон Кузьмич
Іларіо́н Ку́зьмович Юхно́ (27 травня 1910 , Селець, Володимир-Волинський повіт, Волинська губернія, Російська імперія  — не раніше червень 1941 ) — український радянський діяч, селянин, голова колгоспу імені Леніна села Селець Володимир-Волинського району Волинської області. Депутат Верховної Ради УРСР 1-го скликання (1940—1941).

## Біографія
Народився 27 травня 1910 року в бідній селянській родині в селі Селець, тепер Володимирський район, Волинська область, Україна. Закінчив три класи початкової школи. З дитячих років наймитував. Працював шевцем.
Член КПЗУ з 1930 року.
У 1931 році організував у селі Селець підпільну комсомольську організацію, збирав кошти для політв'язнів по лінії МОДРу. За революційну діяльність неодноразово арештовувався (1932, 1937). З 1937 по 1939 рік був в'язнем польського концтабору Береза-Картузька.
У вересні 1939 року був звільнений із концтабору Червоною армією, повернувся до рідного села, де організував загін народної гвардії.
У 1940—1941 роках — голова ініціативної групи з організації колгоспу, голова колгоспу імені Леніна села Селець Володимир-Волинського району Волинської області.
24 березня 1940 року був обраний депутатом Верховної Ради УРСР 1-го скликання від Володимир-Волинського виборчого округу № 312 Волинської області.
У червні 1941 року, під час німецько-радянської війни, зник із села. Ймовірно, пішов добровольцем на фронт, де й загинув.